# Premierminister von Belgien
Der Premierminister von Belgien (niederländisch Eerste minister van België, französisch Premier ministre de Belgique) ist das oberste Regierungsamt der Föderalregierung von Belgien und die einflussreichste Person in der belgischen Politik.
Obwohl seit der Unabhängigkeit des Landes Führungspersonen der Regierung (französisch Chefs de Cabinet) ernannt wurden, übernahm bis 1918 der König der Belgier häufig den Vorsitz im Ministerrat. Die moderne Ära des „Premierministeramts“ begann daher nach dem Ersten Weltkrieg mit Léon Delacroix. Die politische Bedeutung der Krone hat im Laufe der Zeit abgenommen, während die Position des Premierministers allmählich wichtiger wurde.
Amtierender Premierminister ist seit dem 3. Februar 2025 Bart De Wever (N-VA). Er folgte auf Alexander De Croo (Open VLD).

## Geschichte
Seit der Unabhängigkeit Belgiens im Jahr 1830 wurden Regierungen nach dem Minister benannt, der die Regierung als Formateur bildete, aber diese Position hatte keinen spezifischen Status. Ursprünglich hatte der König der Belgier ab 1831 den Vorsitz im Ministerrat, aber in seiner Abwesenheit übernahm der chef de cabinet (Kabinettchef), normalerweise der älteste oder einflussreichste Minister, den Vorsitz. Diese Position gewann allmählich an Bedeutung, und der Minister mit diesem Titel erhielt bald die Kompetenz, dem König die vorgeschlagene Aufteilung der verschiedenen Ministerien unter den Ministern vorzulegen.
Mit der Ausweitung des Wahlrechts nach dem Ersten Weltkrieg begannen mehr politische Parteien, Sitze im Parlament zu gewinnen – insbesondere die Belgische Sozialistische Partei –, und es wurde unmöglich, eine absolute Mehrheit im Parlament zu erreichen. Seitdem sind Koalitionsregierungen notwendig geworden, was die Aufgabe des ernannten Formateurs, eine Regierung zu bilden, erschwert hat. Folglich gewann der Formateur immer mehr Respekt und Prestige. So wurde der Formateur zu einer herausragenden Führungsposition. Da die Minister der Regierung nun verschiedene politische Parteien repräsentierten, gab es Bedarf an jemandem, der die Verfahren der verschiedenen Minister koordiniert. Der Premierminister wurde nun als tatsächlicher Regierungschef festgelegt, und so entstand das Amt des Premierministers.
Nach und nach ersetzte der Kabinettchef im ersten Jahrhundert des 20. Jahrhunderts häufiger den König und gewann damit an Bedeutung innerhalb der Regierung. Da die Verfassung verlangt, dass der König seine Befugnisse durch die Minister ausübt, wurde der Premierminister als wichtigste politische Figur des Landes und De-facto-Geschäftsführer angesehen. Dennoch führte der Kabinettchef als Mitglied des Kabinetts weiterhin ein Ministerium.
Der Titel des Premierministers oder Premiers wurde erstmals 1918 in offiziellen Dokumenten verwendet, und zu dieser Zeit wurde dem Amt sein eigenes Kabinett zugewiesen. Erst 1970 wurde der Titel in die Belgische Verfassung mit der ersten staatlichen Reform aufgenommen.

## Funktion
Neben der Koordinierung der Regierungspolitik ist der Premierminister für die ordnungsgemäße Umsetzung des Koalitionsabkommens verantwortlich. Der Premierminister leitet auch die Sitzungen des Ministerrats und verwaltet Konflikte zwischen den Ministern. Darüber hinaus vertritt der Premierminister die Regierungskoalition in der Öffentlichkeit, sowohl im Inland als auch im Ausland. Es ist der Premierminister, der den Kontakt zum König aufrechterhält und die Regierungserklärung im Parlament vorstellt. Der Premierminister kann auch das Parlament um ein Vertrauensvotum bitten, das sogar zum Rücktritt der Regierung im Falle eines konstruktiven Misstrauensvotums führen kann. Wenn der Premierminister nicht aus persönlichen Gründen zurücktritt, tritt die gesamte Regierung mit dem Rücktritt des Premierministers zurück. Der Premierminister vertritt Belgien auch in verschiedenen internationalen Organisationen neben dem Außenminister. Aufgrund der staatlichen Reform erhielt der Premierminister zusätzliche Aufgaben, wie die Überwachung der Beziehungen zwischen den verschiedenen Regionen und Gemeinschaften des Landes und den Vorsitz im Beratungsausschuss, der aus den Regierungsvertretern aller föderalen Einrichtungen besteht.
Es wird erwartet, aber nicht gefordert, dass der Premierminister fließend Französisch und Niederländisch spricht.

## Ernennung
Am Tag nach den Föderalwahlen bietet der amtierende Premierminister dem König den Rücktritt seiner Regierung an. Der König bittet dann die zurücktretende Regierung, als geschäftsführende Regierung bis zur Bildung einer neuen Regierung fortzufahren. Der König konsultiert daraufhin eine Reihe prominenter Politiker, um die verschiedenen Möglichkeiten zur Bildung einer Regierung zu prüfen. Er konsultiert in der Regel die Präsidenten der Abgeordnetenkammer und des Senats, die wichtigsten politischen Parteien und andere Personen von politischer und sozioökonomischer Bedeutung. Nach den Konsultationen ernennt der König einen Informateur, der dafür verantwortlich ist, Informationen von den verschiedenen politischen Parteien über deren Forderungen zur Regierungsbildung zu sammeln. Nach diesen Konsultationen berichtet der Informateur dem König, damit der König einen geeigneten Formateur finden kann, der für die Bildung der Regierung verantwortlich ist. In der Regel wird der Formateur der Bundesregierung dann zum Premierminister.
Es dauert normalerweise mehrere Monate Verhandlungen, bis der Formateur bereit ist, eine formelle königliche Einladung zur Bildung einer Regierung anzunehmen. Gemäß der Verfassung sind die Handlungen des Königs nur mit der Unterschrift eines Ministers gültig. Aus diesem Grund unterzeichnet der scheidende Premierminister die Ernennungsurkunde des neuen Premierministers, und der neue Premierminister unterzeichnet die Rücktrittserklärung des zurücktretenden Premierministers. Der König ernennt dann die anderen Minister und Staatssekretäre der Bundesregierung, und ihre Ernennungsurkunden werden vom Premierminister gegengezeichnet.

## Offizielles Amt
Der offizielle Amtssitz des Premierministers befindet sich in der Rue de la Loi 16 (Wetstraat auf Niederländisch, wörtlich „Gesetzstraße“) neben vielen bedeutenden belgischen Gebäuden der Regierung und der Europäischen Union im Zentrum von Brüssel und um den Warandepark herum. Zum Amtssitz gehören das Belgische Bundeskabinett, die Kanzlei und der Ministerrat. Es dient als das Nervenzentrum der belgischen Politik. Das Gebäude wurde ursprünglich als sogenanntes „Refugehaus“ von Gertrud von Nivelles Abtei von Löwen errichtet. Es wurde vom belgisch-österreichischen Architekten Louis Montoyer entworfen. Zur Zeit des Königreichs der Vereinigten Niederlande (1815–1830) sollte das Gebäude als Sitz des Außenministeriums dienen. Im Jahr 1830 kaufte es Fürst Eugen von Ligne, und seit 1944 gehört das Gebäude zum Staatsbesitz, wonach es als Treffpunkt für den Premierminister und sein Kabinett eingerichtet wurde.